# Ioan Filip
Ioan Constantin Filip (* 20. Mai 1989 in Oradea) ist ein rumänischer Fußballspieler.

## Karriere
Filip begann im Alter von zehn Jahren mit dem Fußballspieler beim FC Bihor Oradea in seiner Heimatstadt. Mit 16 Jahren bekam er die Gelegenheit, für Minerul Ștei in der Divizia D zu spielen. Im Sommer 2008 kehrte er zum FC Bihor zurück, wo er in den Kader der ersten Mannschaft kam, die seinerzeit in der Liga II spielte. Er etablierte sich als Stammspieler und platzierte sich mit seiner Mannschaft sowohl in der Saison 2008/09 als auch 2009/10 im Mittelfeld der Liga. Anschließend wechselte Filip zu Erstligist Oțelul Galați, wo er nach einigen Einsätzen im Reserveteam am 5. November 2010 sein Debüt in der Liga 1 feierte. Am Saisonende gewann er mit der Meisterschaft 2011 seinen ersten Titel. In den folgenden Jahren wurde er zur Stammkraft im Team, das an diesen Erfolg jedoch nicht mehr anknüpfen konnte.
Im Sommer 2014 verließ Filip Oțelul und schloss sich Petrolul Ploiești an. Ein Jahr später wechselte er innerhalb der Liga 1 zum FC Viitorul Constanța. Auch in Constanța gehörte er zum Stamm des Teams und spielte um die Qualifikation zur Europa League. Ende August 2016 heuerte er beim ungarischen Erstligisten Debreceni VSC an. Er blieb dort zwei Jahre, bis er zu Dinamo Bukarest wechselte, wo er in 32 Spielen ein Tor geschossen hat, bevor er bei Universitatea Cluj 2020/21 und 2022/23 in insgesamt 79 Spielen fünf Tore schoss. 2021 ging er zu Gaz Metan, um 2022 zurück nach Cluj zu wechseln. Im Winter 2024 wurde er zu FC Botosani transferiert, spielte dort aber nur 12 mal, bevor er im Sommer 2024 zu FC Bihor ging.

## Erfolge
- Rumänischer Meister: 2011